# گلدون (ترانه)
گلدون ترانه‌ای با مضمون عاشقانه با خوانندگی محسن چاوشی و ترانه‌سرایی حسین صفاست. این ترانه با آهنگسازی محسن چاوشی و تنظیم شهاب اکبری ساخته شد و به جهت آزادی یک زندانی محکوم به اعدام که در ۱۵ سالگی مرتکب قتل غیرعمد شد، منتشر شد. محسن چاوشی با این آهنگ طی ۱۴ ساعت توانست با کمک هواداران مبلغ موردنیاز را جمع‌آوری کرده و جوان محکوم به اعدام را آزاد نماید.